# Gombolharjo
Gombolharjo is een bestuurslaag in het regentschap Cilacap van de provincie Midden-Java, Indonesië. Gombolharjo telt 2730 inwoners (volkstelling 2010).